# Landmoth-cum-Catto
Landmoth-cum-Catto – civil parish w Anglii, w North Yorkshire, w dystrykcie (unitary authority) North Yorkshire. W 2001 civil parish liczyła 18 mieszkańców.